# InnoDB
InnoDB je jeden z několika formátů úložiště dat (storage engine) v databázovém systému MySQL. Storage engine je softwarová komponenta, kterou DBMS používá ke CRUD operacím nad databází. Řídící systém (DBMS) má obvykle API, díky kterému může uživatel přímo ovládat engine, aniž by použil uživatelské rozhraní nadřazeného DBMS.
InnoDB byl navržen pro zpracování transakcí - konkrétně pro zpracování mnoha krátkodobých transakcí, které se málokdy anulují.

## Vlastnosti InnoDB
- podpora transakcí
  - distribuované XA transakce na straně serveru – schopnost více prostředků vstoupit do a účastnit se jedné transakce (od verze 5.0)
- cizí klíče
- uzamykání na úrovni řádku (row-level locking)
- body obnovení

### Informace o tabulkách
MySQL má uloženy informace o všech tabulkách v databázi information_schema. Informace o tabulkách InnoDB jsou uloženy v této databázi v tabulkách: INNODB_BUFFER_PAGE, INNODB_BUFFER_PAGE_LRU, INNODB_BUFFER_POOL_STATS, INNODB_CMP, INNODB_CMPMEM, INNODB_CMPMEM_RESET, INNODB_CMP_PER_INDEX, INNODB_CMP_PER_INDEX_RESET, INNODB_CMP_RESET, INNODB_FT_BEING_DELETED, INNODB_FT_CONFIG, INNODB_FT_DEFAULT_STOPWORD, INNODB_FT_DELETED, INNODB_FT_INDEX_CACHE, INNODB_FT_INDEX_TABLE, INNODB_LOCKS, INNODB_LOCK_WAITS, INNODB_METRICS, INNODB_SYS_COLUMNS, INNODB_SYS_DATAFILES, INNODB_SYS_FIELDS, INNODB_SYS_FOREIGN, INNODB_SYS_FOREIGN_COLS, INNODB_SYS_INDEXES, INNODB_SYS_TABLES, INNODB_SYS_TABLESPACES, INNODB_SYS_TABLESTATS a INNODB_TRX.

## Vlastnosti, které InnoDB nemá
- klíče pro fulltextové vyhledávání (do verze MySQL 5.5, novější verze již vyhledávání umožňují)